# Haberbusch i Schiele

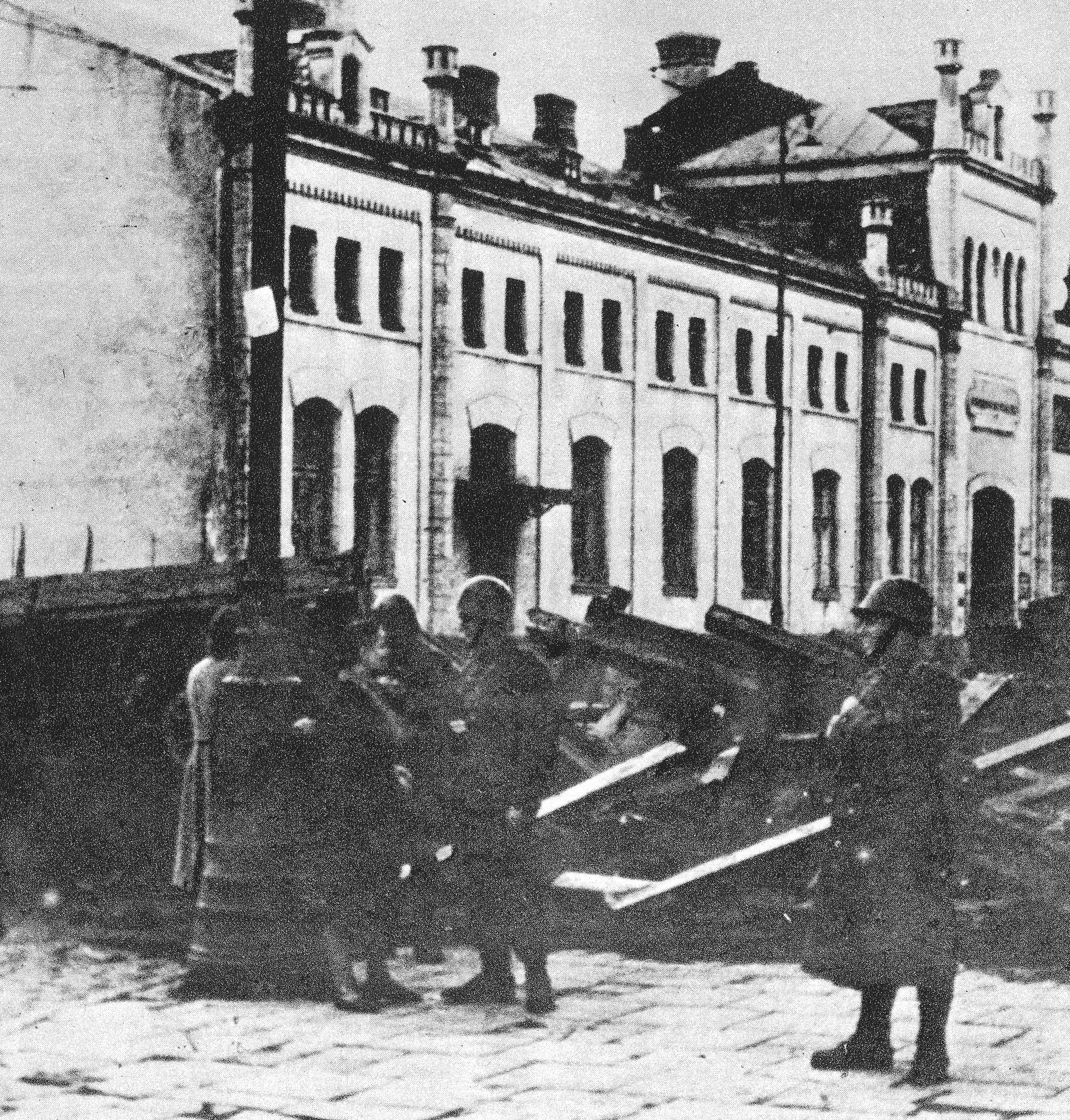
Barykada pod filią browaru przy ul. Żelaznej 59 we wrześniu 1939

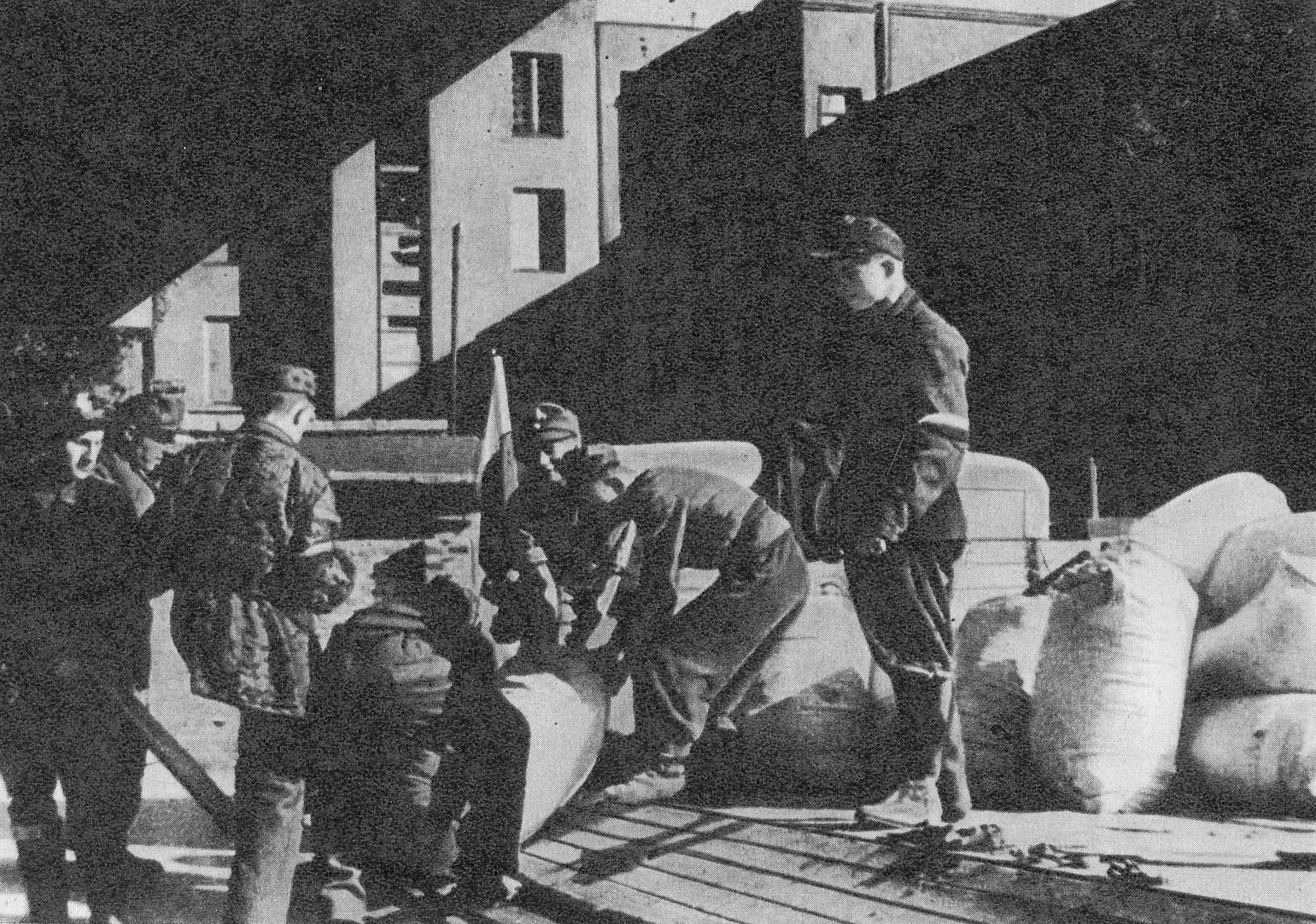
Grupa powstańców z workami jęczmienia z pochodzącymi magazynów przedsiębiorstwa

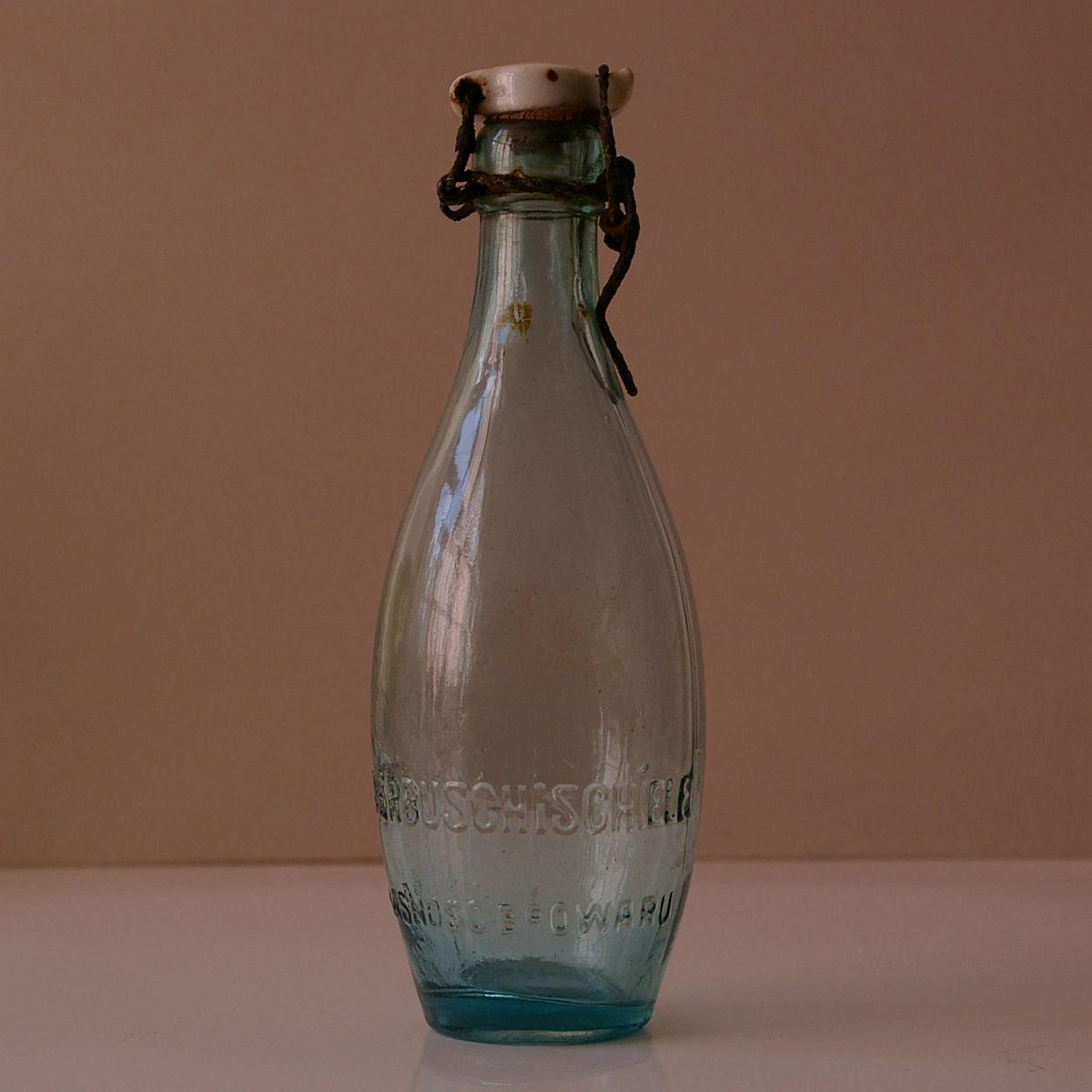
Charakterystyczna butelka kaucyjna dawnego browaru z lat 40. XX w.

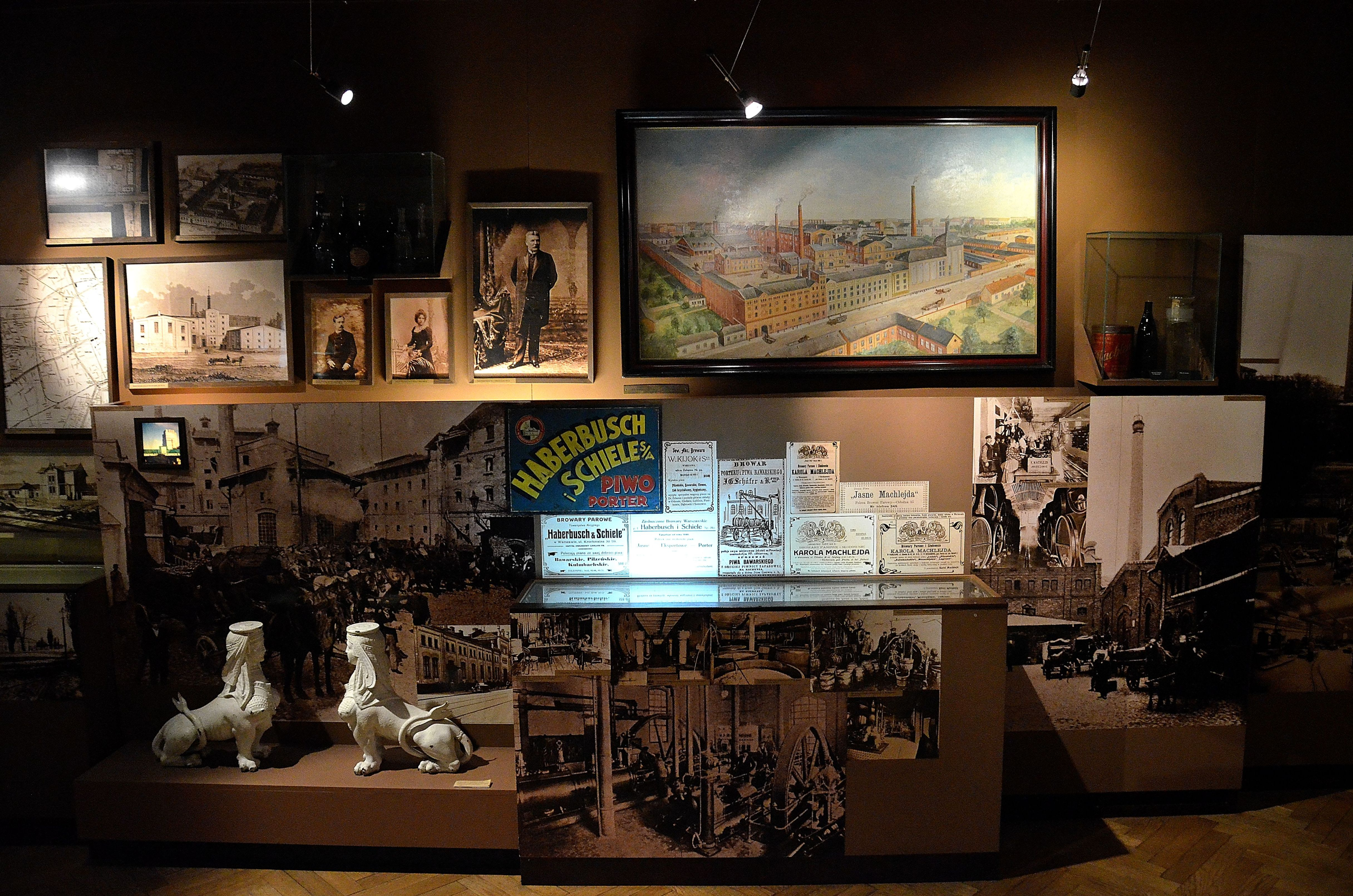
Fragment nieistniejącej wystawy poświęconej historii browaru w Muzeum Woli. Widoczne żeliwne odlewy sfinksów (znak firmowy spółki) znajdujące się do 2005 przed wejściem do słodowni przy ul. Wroniej 45

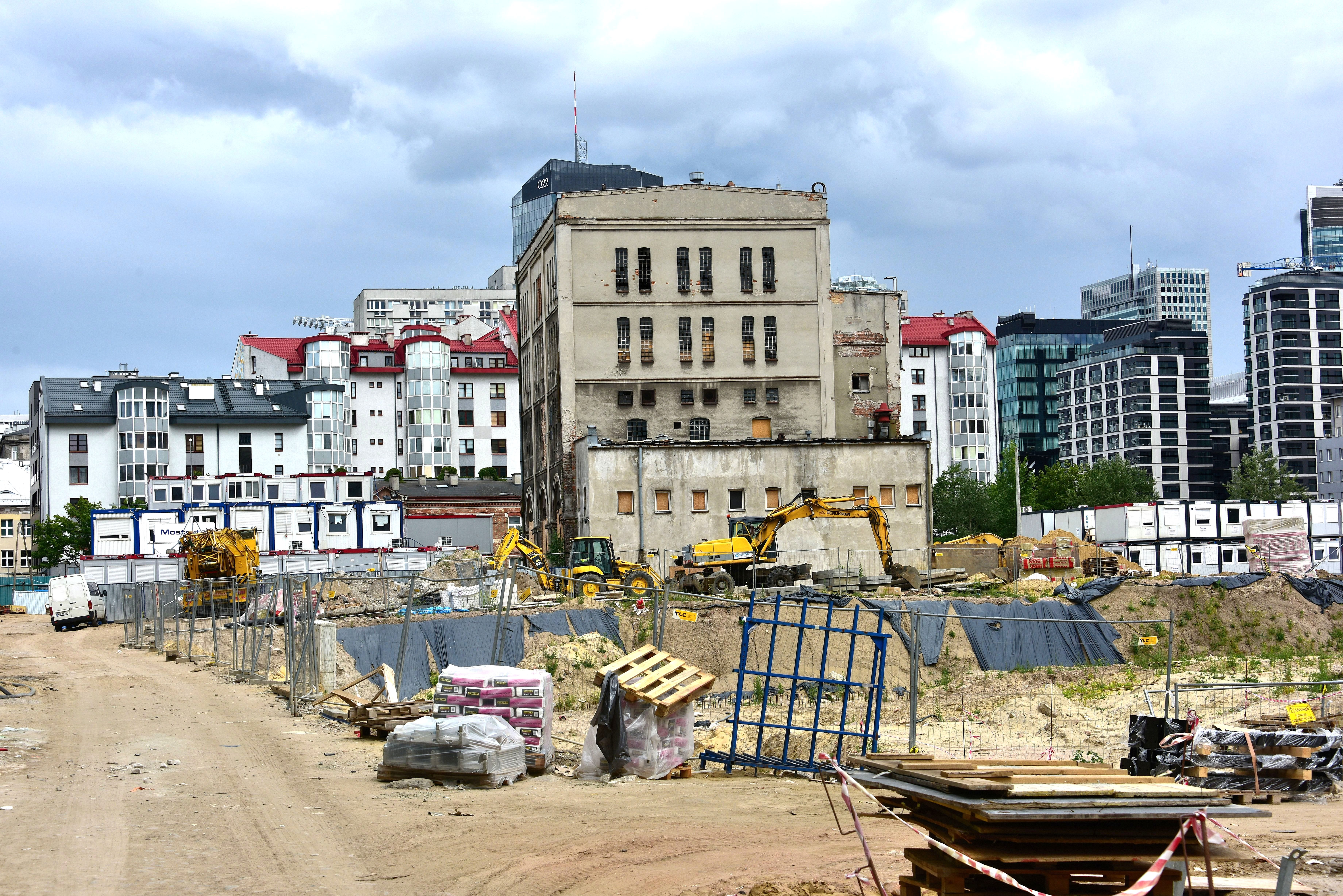
Teren dawnego browaru w 2018, widok od strony ul. Wroniej. W centralnej części zachowany budynek warzelni

Haberbusch i Schiele – istniejąca w latach 1846–1948 spółka z siedzibą przy ul. Krochmalnej 59 w Warszawie, zajmująca się produkcją piwa, wódek, likierów i napojów gazowanych. Jej założycielami i pierwszymi właścicielami byli Błażej Haberbusch, Konstanty Schiele i Jan Henryk Klawe.

## Historia
W 1823 władze Królestwa Polskiego wprowadziły nowe taryfy celne i zakazano sprowadzania z zagranicy prawie wszystkiego, co można wyprodukować w kraju, m.in. wielu rodzajów alkoholi. Fakt ten dał impuls do produkcji w kraju. W 1840 działało w Warszawie 40 browarów.

### Założenie browaru
11 marca 1846 Jan Henryk Klawe i Błażej Haberbusch nabyli okazyjnie na licytacji założony sześć lat wcześniej browar należący do Jana G. Schöffera, produkujący piwo w typie bawarskim. Błażej Haberbusch był piwowarem, a Jan Henryk Klawe byłym piekarzem z dużym zasobem finansowym po sprzedaży piekarni i kilku posesji w Warszawie. Dobrali do spółki Konstantego Schiele, z którym wcześniej Haberbusch pracował w zakupionym browarze. Powstała w ten sposób spółka rodzinna Haberbusch, Schiele i Klawe. Rodzinna, bo w 1849 roku Haberbusch ożenił się z Anną Marianną Klawe (1829–1893), córką Jana Henryka, a w roku 1851 Konstanty Schiele z jej siostrą Dorotą Karoliną Klawe (1831–1900). 
Firma, która produkowała ciemne, mocne piwo w stylu bawarskim, rozwijała się prężnie. W 1849 nabyła browar znajdujący się na sąsiedniej posesji przy ulicy Wroniej, a rok później kupiła browar Czarneckiego mieszczący się przy ulicy Kruczej. 
Do znacznego rozwoju, oprócz udanych inwestycji, przyczyniły się m.in. licznie powstające ogródki piwne, które finansował browar. W 1865 Henryk Klawe postanowił wycofać się ze spółki, która wypłaciła mu udziały w astronomicznej na ówczesne czasy kwocie 42 tys. rubli. Od tej pory spółka nosiła nazwę Haberbusch i Schiele. Firma produkowała piwo wówczas jedynie sezonowo od późnej jesieni do wiosny. Nie posiadała własnej lodowni, korzystała więc z wynajmowanych piwnic, m.in. kościelnych. Nie przeszkodziło to jednak w znacznym rozwoju browaru, który w początkach swojej działalności produkował 80 tys. wiader (8 tys. hl) piwa, a w 1879 110 tys. wiader (11 tys. hl) o wartości 115 tys. rubli przy zatrudnieniu 38 robotników.

### Przekształcenia własnościowe i dalszy rozwój browaru
Dzięki wysokiej jakości piwa, ogródkom piwnym i dobrej reklamie browar szybko się rozwijał. Dochodzili nowi akcjonariusze, a firma się modernizowała, wprowadzając m.in. najnowsze maszyny parowe i nowinki techniczne. W 1877 Błażej Haberbusch na rok przed śmiercią przekazał swoje udziały synom Henrykowi, Karolowi i Aleksandrowi, a 9 lat później podobnie uczynił Konstanty Schiele odstępując swe udziały synom Feliksowi, Kazimierzowi Ludwikowi i Karolowi. Nowi właściciele przekształcili swoje przedsiębiorstwo w 1898 w Towarzystwo Akcyjne Browaru Parowego i Fabryki Sztucznego Lodu p.f. „Haberbusch i Schiele” z siedzibą przy ul. Krochmalnej 59, z kapitałem 1 500 000 rb i w dalszym ciągu rozwijali browar, który stawał się powoli liczącym się w skali europejskiej zakładem piwowarskim. Przyczyniła się do tego m.in. produkcja lodu, który umożliwiał przechowywanie zapasów piwa bez straty w jakości, a tym samym nieprzerwaną produkcję. 
Piwo marki „Haberbusch” wysyłane było na krańce Królestwa Polskiego i Cesarstwa Rosyjskiego, do Niemiec i do wielu innych krajów Europy oraz na Daleki Wschód. W latach 80. XIX w. 1/3 części produkcji sprzedawana była w Warszawie, reszta na Ukrainie (zakład posiadał rozlewnię piwa w Kijowie), a także na prowincji. Przed 1900 Towarzystwo Akcyjne Browaru Parowego i Fabryki Sztucznego Lodu „Haberbusch i Schiele” dysponowało dwiema ciężarówkami, składami w Łodzi i Kaliszu, 20 wagonami kolejowymi, a także ochronką dla dzieci, szkołą elementarną, kuchnią dla pracowników, kasą oszczędnościowo-pożyczkową oraz gabinetem lekarskim ze stale dyżurującym chirurgiem.

### Browar Haberbusch i Schiele w XX wieku
Na początku XX w. Haberbusch i Schiele był największym browarem warszawskim i jednym z największych w Europie. W 1907 przejął browar W. Kijoka, a cztery lata później wybudowano największy w Królestwie Polskim komin mierzący 65 m. W 1908 zmarł ostatni z rodu Haberbuschów – Karol. Mimo bezpotomnej śmierci obu Haberbuschów nazwisko ich pozostało w nazwie firmy. Do zarządu z ramienia rodu Haberbuschów wszedł Jan Patzer – żonaty z siostrzenicą Karola Haberbuscha, a prezesem spółki został Feliks Schiele. Po jego śmierci stery rodzinnej firmy przejął jego młodszy brat Kazimierz.
W 1911 browar osiągnął rekordową produkcję piwa, od którego skarbowi państwa rosyjskiego zapłacił akcyzę w wysokości 328 092 rubli. Był wówczas największym producentem piwa na terenie zaboru rosyjskiego, przy czym jedna trzecia produkcji sprzedawana była w Królestwie Polskim, a reszta eksportowana na rynek Imperium Rosyjskiego. Produkowane wówczas przez browar piwa dzielono w następujący sposób:
- ze względu na opakowanie: piwa butelkowe i beczkowe
- ze względu na trwałość: piwa niepasteryzowane i pasteryzowane eksportowe
- ze względu na typ: piwa pilzneńskie jasne, bawarskie ciemne, kulmbachskie czarne przygotowywane specjalnie na eksport na Kaukaz i Daleki Wschód

Przed wybuchem I wojny światowej browar zatrudniał 220 pracowników. Jednakże działania wojenne oraz niemieckie rekwizycje rabunkowe doprowadziły do załamania produkcji piwa i strat materalnych na łączną sumę 5 milionów rubli w złocie.
Upadek Imperium Rosyjskiego po I wojnie światowej i utrata tego wielkiego rynku zbytu przesądziła o upadku wielu browarów warszawskich oraz o konieczności ich fuzji.
Od 1921 w wyniku połączenia 5 firm piwowarskich powstała Spółka Akcyjna Zjednoczonych Browarów „Haberbusch i Schiele”, która pod tą nazwą funkcjonowała do wybuchu wojny. Dyrektorem browarów był Kazimierz Bancarzewski. Udziałowcami zostali rodziny Haberbuscha, Schielego oraz Lampe, Czarkowskich, Oppenheimów, Reychów, Machlejdów, Bogusławskich, Patzerów i Jungów. Spółka zarządzała browarami w Warszawie, Białymstoku, Kaliszu, Łodzi i Ciechanowie. Produkcja wynosiła wówczas 10% całej produkcji krajowej ustępując jedynie browarom Tychy i Okocim. W 1931 zysk netto wyniósł prawie 3 mln złotych. Browar produkował także butelkowany kwas chlebowy.
W listopadzie 1932 miała miejsce katastrofa budowlana po zawaleniu ściany browaru, w wyniku której śmierć poniosło 18 osób. W 1934 sąd uznał dyrektora browaru Henryka Oppenheima za winnego nieumyślnego spowodowania śmierci kilkunastu osób oraz uszkodzenia ciała kilkunastu innych ofiar. Wymierzył mu łączną karę 1,5 roku pozbawienia wolności w zawieszeniu na trzy lata. 
W latach 30. zatrudnienie w przedsiębiorstwie wynosiło ok. 550–600 pracowników. Zdolność produkcyjna browaru wynosiła ok. 200 tys. hl piwa rocznie.
Przedsiębiorstwo ucierpiało podczas obrony Warszawy we wrześniu 1939. Studnie głębinowe zakładu zasilały w wodę uszkodzoną sieć miejską, a w budynku słodowni zakwaterowano 500 uciekinierów z zachodniej części kraju. Po zajęciu Warszawy browar znalazł się pod administracją niemiecką i funkcjonował do powstania warszawskiego. W październiku 1943 niemiecki Sąd Doraźny skazał syna współwłaściciela przedsiębiorstwa Jerzego Antoniego Schielego za działalność konspiracyjną na karę śmierci; został on rozstrzelany w grudniu tego samego roku.
W czasie powstania warszawskiego browar znajdował się pod kontrolą Niemców i jedynie nocami penetrowały go oddziały powstańcze. Polacy zajęli natomiast pobliskie magazyny przedsiębiorstwa przy ul. Grzybowskiej 58 (wejście od ul. Ceglanej 4/6), w których znajdowały się m.in. duże zapasy jęczmienia, stały się ważnym źródłem żywności dla mieszkańców miasta. Ze zboża przygotowywano m.in. zupę plujkę.
Po wojnie zniszczenia zakładów oceniano na 70%. Z wywiezionych z Warszawy maszyn odzyskano jedynie aparaturę z Fabryki Wódek i Likierów przy ul. Ceglanej. W piwnicach zniszczonego browaru znajdowało się kilka tysięcy hektolitrów piwa, które sprzedano w marcu i kwietniu 1945.
W 1946 browar został znacjonalizowany, jednocześnie podjęto decyzję, aby nie odbudowywać zakładu na dawnym miejscu. Decyzję zmieniono w 1950 i produkcję na Woli wznowiono w 1954. Spółka działała do pierwszych lat XXI w., m.in. jako Warszawskie Zakłady Piwowarskie (od 1968), a później Browary Warszawskie.
Budynki uległy rozbiórce po 2004, a od 2005 produkcja piwa została przeniesiona do Warki.
Teren dawnego browaru został sprzedany jednemu z deweloperów. Nową zabudowę, mieszkaniową pomiędzy ulicami Krochmalną i Chłodną, i biurową w części działki przy ul. Grzybowskiej, zaprojektowała pracownia JEMS Architekci. Pomiędzy budynkami zaplanowano ogólnodostępne place, a w dawnym budynku warzelni minibrowar.

## Upamiętnienie
W 2020 drodze wewnętrznej znajdującej się na terenie dawnego browaru między ulicami Krochmalną i Grzybowską Rada m.st. Warszawy nadała nazwę ulica Haberbuscha i Schielego.